# Spiracme striatipes
Spiracme striatipes is een spinnensoort uit de familie van de krabspinnen (Thomisidae).
De wetenschappelijke naam van de soort werd in 1870 als Xysticus striatipes gepubliceerd door Ludwig Carl Christian Koch.